# نابودی (فیلم)
نابودی (انگلیسی: Annihilation) یک فیلم آمریکایی در ژانر خیال‌پردازی علمی و اکشن به نویسندگی و کارگردانی الکس گارلند است که با الهام از رمانی به همین نام اثر جف واندرمر ساخته شده‌است.این کتاب توسط پرویز شبرنگ از انتشارات یمام به فارسی ترجمه شده است. از بازیگران آن می‌توان به ناتالی پورتمن، جنیفر جیسن لی، اسکار آیزاک، جینا رادریگز، و تسا تامپسون اشاره کرد. نابودی توسط پارامونت پیکچرز در تاریخ ۲۳ فوریه ۲۰۱۸ در ایالات متحده به نمایش درآمد. این فیلم ۴۳ میلیون دلار درآمد داشت که اندازه آن کمتر از انتظار بود.

## داستان
گروهی سرباز وارد یک منطقه فاجعه زیست‌محیطی می‌شوند و تنها یک نفر از آن‌ها جان سالم به در می‌برد اگرچه او نیز به شدت مجروح می‌شود. در این بین همسر او (ناتالی پورتمن) که یک زیست‌شناس است، به نام همسرش عازم سفری به سمت منطقه یک فاجعه زیست‌محیطی می‌شود، ولی نمی‌داند که چه چیزی در انتظار اوست. تیم سفر او شامل یک زیست‌شناس سلولی (ناتالی پورتمن)، یک روان‌شناس (جنیفر جیسن لی)، یک ژئومورفولوژیست، یک فیزیک دان و یک پیراپزشک است.

## بازیگران
- ناتالی پورتمن در نقش لِنا، زیست‌شناس سلولی
- جنیفر جیسن لی در نقش روان‌شناس، رهبر گروه
- جینا رادریگز در نقش آنیا ثورنسن، پیراپزشک
- تسا تامپسون در نقش فیزیک دان
- اسکار آیزاک در نقش همسر لنا
- دیوید گیسی
- سونویا میزونو
- بندیکت وانگ
- تووا نووُتنی